# Swea City
La ville de Swea City est située dans le comté de Kossuth, dans l’Iowa, aux États-Unis. Elle comptait 642 habitants lors du recensement de 2000.

## Démographie
Selon le recensement de 2000, il y avait 642 habitants, 292 ménages et 176 familles résidant dans la ville. La densité de population était de 336,5 habitants par km2. La composition raciale était composée à 97,35 % de blancs.